# Nijlmozaïek van Palestrina

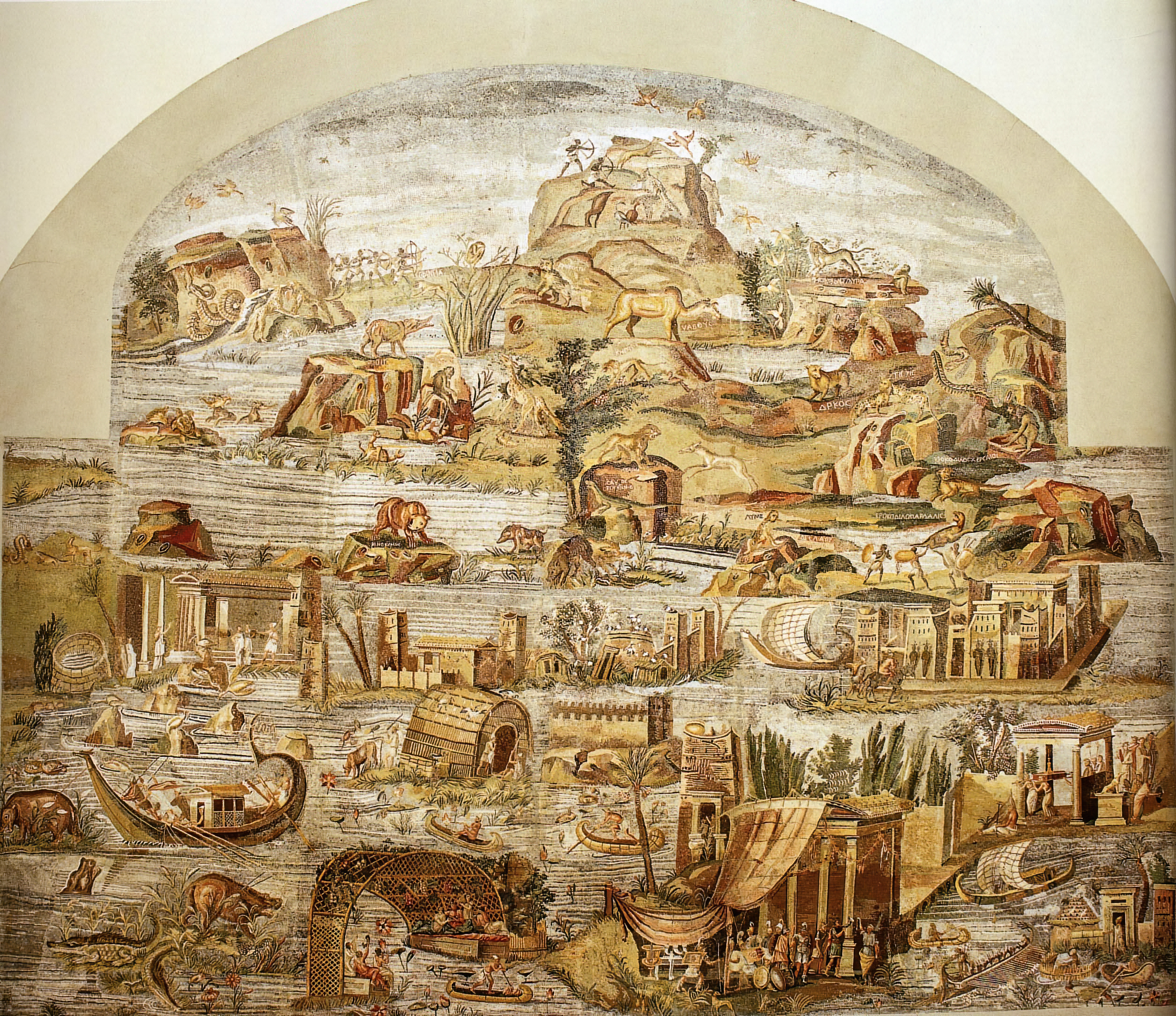
Nijlmozaïek van Palestrina

Het Nijlmozaïek van Palestrina is een laathellenistisch vloermozaïek van 4,31 bij 5,85 m. Het is uitgevoerd in de opus vermiculatum-techniek en bestaat uit meer dan een half miljoen marmeren mozaïeksteentjes, of tesserae. Het mozaïek geldt als een van de belangrijkste nog bestaande Nijllandschappen uit de oudheid. Veel Nijllandschappen zijn vrij algemeen van aard; het Nijlmozaïek daarentegen toont zeer gedetailleerde en accurate details van het leven in Ptolemaeisch Egypte tijdens de Nijlvloed.

## Geschiedenis

Plan van het complex met rechts de hal met bovenin de apsis waarin het mozaïek lag

Het mozaïek stamt waarschijnlijk uit het einde van de 2e eeuw v.Chr., hoewel sommige onderzoekers het in de eerste eeuw v.Chr. of zelfs begin 2e eeuw in de tijd van Hadrianus plaatsen. Het Nijlmozaïek werd waarschijnlijk gemaakt door Griekse ambachtslieden uit Alexandrië in Ptolemeïsch Egypte, mogelijk geïnspireerd op een schildering in het Serapeum van Alexandrië. Het lag oorspronkelijk in de apsis van een nymphaeum, een gedeeltelijk kunstmatige grot. Deze bevond zich in de achtermuur van een hal (aula) op het forum van Praeneste, zoals Palestrina in de Romeinse tijd heette. De hal was waarschijnlijk een bestuursgebouw en maakte geen onderdeel uit van het religieuze complex van de tempel van Fortuna Primigenia daarboven. Onder de hal bevond zich het aerarium, de schatkist van de stad. De hal was 22 m lang, 14 m breed en had een hoogte van minstens 14 m.
De deels uit de achter de hal liggende rots uitgehakte apsis had drie nissen en was 6,87 m breed, 4,35 m diep en circa 10 m hoog. Omdat de vloer een meter breder is dan het nog bestaande mozaïek is van beide zijkanten waarschijnlijk een halve meter verloren gegaan. Waarschijnlijk sijpelde uit de nissen vanuit de rots voortdurend water naar beneden en lag er altijd een laagje water over het mozaïek, waardoor de kleuren nog beter uitkwamen.
De hal had links een doorgang naar een grotere ruimte met meerdere zuilenrijen en minstens twee verdiepingen, mogelijk een basilica. De portico of toegang van deze ruimte lag aan de andere kant, waar zich ook een tweede nymphaeum met een vissenmozaïek bevond. Voor de ruimte met zuilenrijen lag nog een tempel, maar het is niet bekend welke god hier werd vereerd. De resten van deze tempel liggen onder de kathedraal van de heilige Agapitus.
Op de resten van het tempelcomplex werd in de 15e eeuw een palazzo gebouwd, waarbij het mozaïek in de kelders kwam te liggen. In 1623 kwam Palestrina in het bezit van Paus Urbanus VIII uit het Florentijnse geslacht Barberini en sindsdien staat het palazzo bekend als Palazzo Barberini. De paus liet het mozaïek tussen 1624 en 1626 in stukken naar Rome brengen. Bij het uit elkaar halen van het mozaïek werd niet opgetekend in welke volgorde de stukken moesten worden gelegd. Cassiano dal Pozzo liet rond 1627 door een schilder, vermoedelijk Vincenzo Manenti, een serie aquarellen van de mozaïekdelen maken. Een segment werd in 1628 aan Ferdinando II de' Medici geschonken. Dit deel belandde uiteindelijk in de "Antikensammlung" van het Pergamonmuseum in Berlijn.
In de jaren daarna werd het mozaïek door Giovanni Battista Calandra gerestaureerd. Het mozaïek was intussen beroemd geworden en de inwoners van Palestrina wilden dat het terug naar hun stad kwam. In 1640 werd besloten dat het mozaïek zou worden geretourneerd, maar tijdens het transport liep het door de onoordeelkundige verpakking grote schade op, waardoor het opnieuw gerestaureerd moest worden. Het mozaïek werd na de restauratie in het Palazzo Barberini gelegd. In 1853 werd het opnieuw naar Rome gebracht voor een restauratie door de mozaïekspecialisten van het Vaticaan en twee jaar later keerde het werk terug naar Palestrina.
In december 1943 in de Tweede Wereldoorlog werd het mozaïek in het Museo Nazionale Romano te Rome in veiligheid gebracht; Palestrina werd in de oorlog grotendeels verwoest. In 1952 werd het mozaïek versterkt, waarbij eerst de onderkant werd verwijderd zodat kon worden onderzocht welke delen nog origineel waren. Het kunstwerk werd in 1956 teruggebracht naar het herbouwde Palestrina, waar het rechtop in de bovenhal van het Palazzo Barberini werd geplaatst. In het palazzo is sinds dat jaar het Nationaal Archeologisch Museum van Palestrina gevestigd. De hal waar het mozaïek oorspronkelijk lag is nu de seminarie van de kathedraal van de heilige Agapitus.

## Vermeend heiligdom
Lange tijd meenden onderzoekers dat het Nijlmozaïek in een heiligdom lag, gewijd aan Serapis, Fortuna of de syncretische Isis-Fortuna of Isis-Tyche-Fortuna. De Isis-Fortuna-cultus was populair onder de Romeinen in de tweede helft van de 2e eeuw v.Chr. 
De uitspraken van het orakel van Praeneste in de tempel van Fortuna Primigenia, waarover Cicero al schreef, zouden in het nymphaeum met vissenmozaïek hebben plaatsgevonden, de tussenruimte met de zuilen was dan het area sacra, "heilige gebied" of "tempelgebied", en de hal met het Nijlmozaïek zou dan het aedes Fortunae Primigenia, de "tempel van Fortuna Primigenia" zijn. Dit gegeven leek te worden gesteund door de bewering van Plinius dat Sulla in de tempel van Praeneste een van de eerste lithostrotos-vloeren aan liet leggen. Destijds meende men dat hiermee een mozaïekvloer zoals het Nijlmozaïek werd bedoeld, maar moderne onderzoekers zijn het er over eens dat lithostrotos een vloer werd aangeduid bestaande uit grote, in vorm gesneden dunne plakjes marmer, opus sectile genaamd. Bovendien is het nu wel duidelijk dat de tempel van Fortuna Primigenia zich helemaal bovenop het tempelcomplex bevond, waar nu het Palazzo Barberini staat.

## Beschrijving

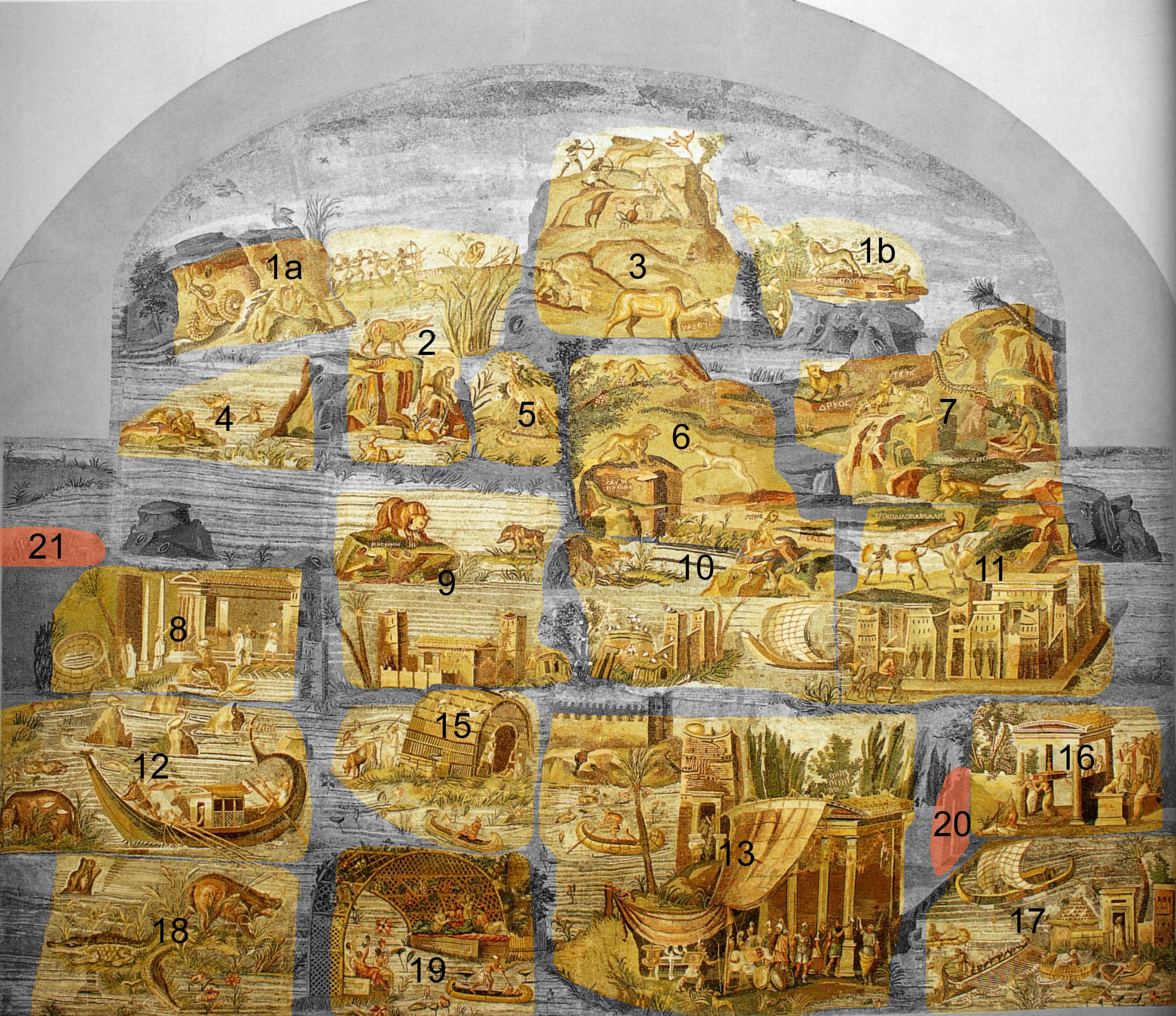
Het mozaïek met de genummerde originele gedeelten in kleur

Het mozaïek toont de Nijlvloed, vanaf de Blauwe Nijl tot aan Alexandrië in de Nijldelta aan de Middellandse Zee, met afbeeldingen van mensen, inheemse dieren en gebouwen in Ptolemeïsch Egypte en Aethiopia, waartoe destijds delen van Nubië, de Soedan en Ethiopië werden geteld. Bij de (fabel-)dieren uit Aethiopia, in het bovenste gedeelte van het mozaïek, staat vrijwel overal de naam vermeld. Bij de Egyptische dieren is dit niet het geval omdat de Romeinen deze dieren toch wel zouden herkennen. In het onderste deel staan naast deze dieren mensen, vaartuigen en gebouwen uit Ptolemeïsch Egypte afgebeeld.
Door de vele restauraties en transporten zijn delen van het mozaïek niet meer origineel. Om de stukken weer met elkaar te verbinden zijn bij de restauratie in 1640 nieuwe steentjes toegevoegd. Het huidige mozaïek heeft niet geheel dezelfde compositie als het origineel; een vergelijking met de aquarellen van Cassiano dal Pozzo toont aan dat de delen links- en rechtsboven oorspronkelijk één geheel vormden. Deze aquarellen werden in de jaren zeventig door Helen Whitehouse, gepensioneerd conservator van het Ashmolean Museum, ontdekt in de Britse Koninklijke Collectie in Windsor Castle.
Zonder deze aquarellen zou er tot vandaag de dag grote onzekerheid bestaan over de oorspronkelijke compositie, verloren gegane stukken en over welke van de nog bestaande delen origineel zijn. Een vergelijking tussen de aquarellen en het mozaïek toonde aan dat het grootste gedeelte van het mozaïek nog origineel is, wat werd bevestigd door het onderzoek tijdens de laatste restauratie. Omdat de aquarellen rond 1627 werden gemaakt, nadat het mozaïek al uit elkaar was gehaald, blijft onduidelijk in hoeverre de huidige opstelling van de segmenten overeenkomt met de oorspronkelijke compositie. Bovendien is niet duidelijk hoe groot het verloren gegane gedeelte van het oorspronkelijke mozaïek is. Volgens de Nederlandse archeoloog Paul Meyboom hebben de veranderingen weinig gevolg gehad voor de algehele compositie; het grootste verschil met het oorspronkelijke mozaïek is volgens hem dat segment 13, de scène met het paviljoen, verder naar links had moeten liggen, dus vrijwel in het midden vooraan.
Op basis van de Dal Pozzo-aquarellen nummerde Helen Whitehouse de 20 originele segmenten, te beginnen met de bovenste delen 1a, 1b (die oorspronkelijk één geheel vormden) en 2 t/m 19. Daarnaast werden met de nummers 20 en 21 twee kleine secties door Paul Meyboom als origineel geïdentificeerd. Alle figuratieve scènes van het mozaïek zijn gekopieerd op de Dal Pozzo-aquarellen, behalve die van de kleine secties 20 en 21. Alle figuratieve scènes zijn in kleine en onregelmatige mozaïeksteentjes uitgevoerd, terwijl de niet-originele verbindingsstukken veelal uit vierkante, wat grotere stukjes bestaan. Op deze 17e-eeuwse verbindingsstukken is voornamelijk water en rotsen te zien.
Omdat het mozaïek de jaarlijkse Nijlvloed uitbeeldt bestaat het Egyptische deel voor een groot gedeelte uit water; de meeste planten, dieren, mensen en bouwsels staan op eilandjes in het water van de Nijl, wat reeds door Herodotus werd beschreven.

## Segmenten
Hieronder worden de afzonderlijke segmenten beschreven; een beschrijving van wat er op te zien is, hun oorspronkelijke plaats in het mozaïek en een vergelijking met de 17e-eeuwse aquarellen van Cassiano dal Pozzo. De Del Pozzo-aquarellen werden gemaakt rond 1627 en zijn dus ouder dan het huidige mozaïek, dat in 1640 in de huidige compositie in elkaar werd gezet, waarmee de aquarellen een getrouwer beeld geven van het vroegere mozaïek. De oorspronkelijke plaats van de segmenten is bepaald door de onderzoeken van Helen Whitehouse, Paul Meyboom, Antero Tammisto en Bernard Andreae, die het over de meeste delen wel eens zijn. Waar dat niet het geval is worden alle mogelijke locaties genoemd. 
Meerdere authentieke segmenten maakten eerder deel uit van grotere blokken, die in het verleden waarschijnlijk vanwege het gewicht in kleinere gedeeltes zijn gezaagd. Segmenten 1, 2 en 4 maakten ooit deel uit van een enkel blok, net zoals segmenten 6, 7, 10 en 11 alsook segmenten 8, 12 en 18. Segment 13 is hierdoor het grootste nog bestaande blok uit één stuk. Delen die volgens alle onderzoekers bij elkaar horen worden in één hoofdstuk behandeld, alsook de kleine segmenten 20 en 21.

### Segmenten 1 - 2 - 4
- Segment 1

|                 |  |                               |
| Dal Pozzo-kopie |  | Segment 1a en 1b samengevoegd |

Het bovenste gedeelte van het mozaïek, de eerste 11 segmenten, toont de Nijl in Aethiopia. Segment 1 is hiervan het eerste deel. Zoals het mozaïek nu is samengesteld bevinden de twee delen 1a en 1b zich in respectievelijk de linker- en rechterbovenhoek.
Het Dal Pozzo-aquarel bewijst dat deze delen oorspronkelijk samen linksboven in het mozaïek lagen; boven segment 1a, het gedeelte met de rotspython die een vogel vangt en de gevlekte hyena's die met ΘΩΑΝΤΕϹ thoantes worden aangeduid, bevond zich segment 1b, het gedeelte met de vier reigers, ezelin-centaur en een aap, mogelijk een echte meerkat. De struik is mogelijk een tandenborstelboom en de ovale stenen in de rots zijn waarschijnlijk granaatstenen, die veel in Nubië voorkomen. Er is ook geopperd dat dit keverslakken zijn, hoewel deze voornamelijk onderwater leven.
Het woord thoantes is hoogstwaarschijnlijk een unieke meervoudsvorm van thōs, waarmee een jakhals of andere hondachtige wordt aangeduid. Deze komen echter in het betreffende gebied niet voor. De afgebeelde dieren zijn duidelijk hyena's, die daar wel voorkomen. De ezelincentaur wordt aangeduid met ΗΟΝΟΚΕΝΤΑΥΡΑ onokentaura "ezel-vrouwelijke centaur". 
Het volledige segment 1 vormde samen met het eronder liggende segment 4 en het er rechts naast liggende segment 2 één enkel blok. Dit blok bevond zich oorspronkelijk lager en verder naar links, waardoor segment 1 gedeeltelijk in de linker nis van de apsis komt te liggen. Rechts hiervan lag segment 3, dat ook verder naar links lag en wel wat lager lag dan nu, zodat de boogschutters in delen 2 en 3 op dezelfde hoogte stonden.
- Segment 2

|                 |  |           |
| Dal Pozzo-kopie |  | Segment 2 |

Segment 2 bevindt zich rechts naast segment 1. Beide delen vormden samen met het onder deel 1 liggende segment 4  oorspronkelijk één blok, dat verder naar links en omlaag lag.
Op dit deel zijn zes in het wit geklede zwarte boogschutters met gespannen bogen te zien. Ze richten hun wapens op iets aan de rechterkant, dat op dit deel niet te zien is. Onder de boogschutters en rechts van hen zijn twee struiken te zien, hoogstwaarschijnlijk woestijnrozen. In de struiken zitten twee apen, ogenschijnlijk van dezelfde soort als die in het eerste segment, namelijk echte meerkatten. Tussen de twee apen staat de aanduiding ΦΙΝΓΙΑ fingia "sfinxjes", waarmee door Agatharchides, een Griekse geograaf uit de 2e eeuw v.Chr., in diens Peri tes Erythras thalasses "over de Rode Zee" een apensoort uit Aethiopia werd aangeduid. Volgens Meyboom bedoelde Agatharchides mogelijk roodstaartmeerkatten.
Onder de boogschutters staat op een rots een fabeldier dat met ΞΙΟΙΓ xioig wordt aangeduid. De naam heeft geen betekenis en maakte waarschijnlijk deel uit van een verloren gegane langere naam. Mogelijk gaat het hier om de sarkophagos tauros, een mythische vleesetende buffel die door Agatharchides werd beschreven. Rechtsonder dit dier zit nog een aap, waarschijnlijk een groene baviaan of een geelgroene meerkat. Twee krabben zwemmen in de Nijl onder de rotsen waarop het fabeldier staat.
- Segment 4

|                 |  |           |
| Dal Pozzo-kopie |  | Segment 4 |

Segment 4 bevindt zich onder segment 1 en bevond zich net als dat deel in de originele compositie verder naar links. Tammisto plaatst dit blok iets lager, met een kleine tussenruimte. Vanwege de grote waterpartij bovenin is dit een relatief "leeg" segment van het mozaïek.
Het meest in het oog springende detail van dit gedeelte zijn de twee otters, die centraal in dit deel staan. Boven de dieren staat de inscriptie  ΕΝΥΔΡΙϹ enudris "waterdier". De otters hebben allebei een vis in hun bek, het dier aan de rechterkant heeft deze al half doorgeslikt. In de linker onderhoek zijn twee schildpadden op een klein rotseilandje te zien. Rechts van de otters op de rotswand zit mogelijk nog een slangachtig dier, maar omdat deze golvende vorm dezelfde kleur heeft als de rots is dit niet met zekerheid te zeggen.

### Segment 3
|                 |  |           |
| Dal Pozzo-kopie |  | Segment 3 |

Segment 3 ligt nu bovenin, iets rechts van het midden. Oorspronkelijk lag dit deel veel verder naar links en ook lager in het mozaïek dan in de huidige situatie, zodat de boogschutters meer op één lijn staan. Andreae meent echter dat dit segment zich helemaal bovenaan bevond.
De twee in het wit geklede zwarte boogschutters op de linker bovenkant van dit gedeelte zien er hetzelfde uit als de jagers in segment 2. Een jachthond rent voor hen uit richting een reiger. Bijzonder is de olifantenpoot recht onder de jagers; de rest van het dier is niet te zien. Op de Dal Pozzo-kopie is rechts nog een deel van een tweede olifant te zien, die ook half in de rotsen opgaat. Het lijkt erop dat Calandra bij de restauratie in 1630 is begonnen met de linker olifant, maar toen begon te twijfelen of hier echt een olifant moest staan of dat dit slechts lijnen in de rotsen waren. Tussen delen 3 en 6 was het mozaïek erg beschadigd, waardoor dit niet met zekerheid te zeggen was. Hij besloot er verder maar rotsen van te maken, waar vaag nog het contour van een olifant uit is op te maken.  Op de Dal Pozzo-kopie van segment 6 is het contour van nog een derde olifant te zien, waardoor Whitehouse, Meyboom en Tammisto vermoeden dat in het beschadigde deel meerdere olifanten waren afgebeeld; het tafereel zou dan samen met de boogschutters uit delen 2 en 3 een olifantenjacht uitbeelden.
Onder de hond staat een pauw; deze kwam alleen in Azië voor maar was wel bekend in Europa. Voor de "olifant"-rots zijn een witte en een bruine reiger te zien. Links onderin staat een gestreepte hyena, met de benaming ΚPΟΚΟΤΤΑϹ crocotta, een mythische wolfhond uit Aethiopia. Rechts hiervan staat een dromedaris met de tekst VΑΒΟΥϹ nabous, de vrouwelijke vorm van nabus. Volgens Plinius was nabus de Aethiopische naam van de kamelopardis, de Griekse naam voor de giraffe. De oude Grieken dachten dat de kameel en giraffe met elkaar verwant waren. Omdat er ook giraffes op het mozaïek staan, met de aanduiding kamelopardis, hebben de makers er waarschijnlijk voor gekozen hier de naam nabous te gebruiken. 

### Segment 5
|                 |  |           |
| Dal Pozzo-kopie |  | Segment 5 |

Segment 5 is in het huidige mozaïek verbonden met segment 6. In het betreffende Dal Pozzo-aquarel bestaat de achtergrond echter niet uit water, groen en zand maar volledig uit lucht, waardoor zowel Whitehouse, Meyboom, Tammisto als Bernard Andreae dit segment centraal bovenin plaatsen.
Centraal in dit deel staat een giraffe. De bijbehorende inscriptie luidt Κ.ΜΕΛΟΠΑΑΛΙ k.melopaali, oorspronkelijk waarschijnlijk kamelopardalis "kameelpanter", de oude Griekse naam voor de giraffe. Links naast de giraffe stond hoogstwaarschijnlijk de boom waar de giraffe van zit te eten, getuige de vallende blaadjes op het aquarel van Dal Pozzo. Achter deze giraffe staat een tweede giraffe met de nek omlaag, die op het aquarel blank is en in het mozaïek net als de voorste giraffe gevlekt. Onder de giraffe ligt een kleiner dier op zijn rug, mogelijk een klipdas.

### Segment 6 - 7 - 10 - 11
- Segment 6

|                 |  |           |
| Dal Pozzo-kopie |  | Segment 6 |

Segment 6 maakte ooit samen met segmenten 7, 10 en 11 deel uit van een enkel blok, met segment 6 links bovenaan. Deze vier delen bevinden zich op de correcte plaats rechts bovenin het mozaïek.
Aan de linkerkant staat een grote boom, ogenschijnlijk een avocadoboom. Op de naar rechts uitstekende tak van de boom zit een aap met de inscriptie ΚΗΙΥΙΕΝ keiuien; dit moet oorspronkelijk ΚΗΠΙΟΝ kepion zijn geweest, een verkleinwoord van kepos "aap". Het afgebeelde dier lijkt een baviaan te zijn. Rechts van de aap zit een onbekende roodachtige vogel, waarschijnlijk een fantastische creatie die voor exotische vogels in het algemeen staat. In de Dal Pozzo-kopie is rechts hiervan het contour van een olifant te zien, vooral de slagtanden en slurf zijn goed zichtbaar. In het mozaïek is hier niets meer van te zien, maar het bevestigt het vermoeden van de onderzoekers dat in het zwaar beschadigde middendeel bovenin oorspronkelijk olifanten stonden, die samen met de zwarte boogschutters een jachttafereel vormden.
Onder de boomtak met de aap staat op een rots een leeuwin met haar welp; de bijbehorende tekst luidt ΛΕΑΙΝΑ leaina "leeuwin". Rechts van het roofdier rent een onager, een wilde ezel. Onder de leeuwin staat een hagedis met daarboven ϹΑΥ.ΟϹ ΤΗΧΙϹΝΙΕ sau.os techisnie, oorspronkelijk ϹΑΥΡΟϹ ΠΗΧΥΑΙΟϹ sauros pechuaios "één cubit lange hagedis". Dit lijkt een rotshagedis te zijn. Links daaronder staat de inscriptie ΕΦΛΛΟϹ ephllos, waarschijnlijk "choirelaphos" "gehoornd zwijn", wat verwijst naar het dier op het daaronder liggende segment 10; een knobbelzwijn. Rechts van de hagedis staat ΛΥΝΞ lunx; dit zou dan verwijzen naar de Afrikaans lynx ofwel caracal, maar deze is niet gevlekt. Het afgebeelde dier is mogelijk een wilde kat of een serval. Rechts van de katachtige staat ΔΓEΛAPY dgelaru; mogelijk agelarchos "leider", waarmee dan de aanvoerder wordt bedoeld van de jachtgroep op segment 11, dat zich rechtsonder segment 6 bevindt.
- Segment 7

|                 |  |           |
| Dal Pozzo-kopie |  | Segment 7 |

Segment 7 maakte ooit samen met segmenten 6, 10 en 11 deel uit van een enkel blok, met segment 7 rechts bovenaan.
Links bovenin is een beer te zien. De erbij vermelde nam ΔΡΚΟϹ is duidelijk een spelfout; het moet zijn AΡΚΟϹ arkos "beer". Rechts daarvan staan twee jachtluipaarden. De bijbehorende inscriptie luidt ΤΙΓΡΙϹ tigris "tijger", maar de oude Grieken noemden alle grote katachtigen tigris. Boven de jachtluipaarden is een grote slang te zien, mogelijk een boomslang. Rechtsboven staat een doumpalm, die vanwege de smaak van zijn fruit ook wel gemberbroodboom wordt genoemd. Onder de boom zit een aap, mogelijk een groene baviaan zonder inscriptie. Op de Del Pozzo-kopie staat hierbij de naam CATTYOC, waarmee waarschijnlijk satyros "satyr" wordt bedoeld. Onderaan zit een dier met de naam ΚΡΟΚΟΔΙΛΟϹΧΕΡϹΑΙΟϹ krokodilos chersaios "landkrokodil", mogelijk een woestijnvaraan.
- Segment 10

|                 |  |            |
| Dal Pozzo-kopie |  | Segment 10 |

Segment 10 ligt rechts van segment 9 en maakte ooit samen met segmenten 6, 7 en 11 deel uit van een enkel blok, met segment 10 links onderaan.
Linksboven staan twee knobbelzwijnen en rechtsboven tussen de rotsen een jager met pijl en boog. Linksonder staat een deel van de Egyptische mimosa van het aansluitende segment 9 met daarnaast een grote graanschuur. Daarvoor staat een rieten hut met zadeldak en daarnaast een muur met twee torens. Een grote groep ibissen zit op de gebouwen. Rechts naast de torens staat een doumpalm en rechts daarvan in het water ligt een boot met papyruszeil, waarschijnlijk een Egyptisch vrachtschip. Een lid van de bemanning verstelt het zeil. Er zitten meerdere mensen in het schip, maar de achtersteven met de roerganger is niet te zien; deze staat links op segment 11.
- Segment 11

|                 |  |            |
| Dal Pozzo-kopie |  | Segment 11 |

Segment 11 maakte ooit samen met segmenten 6, 7 en 10 deel uit van een enkel blok, met segment 11 rechts onderaan.
Bovenaan ligt een ΚΡΟΚΟΔΙΛΟΠΑΡΔΑΛΙϹ krokodilopardalis "krokodilpanter", een nijlvaraan. Daaronder staan vijf in exomides geklede jagers, waarvan er zeker drie zijn uitgerust met pijl en boog en een ovaal schild. De andere twee worden grotendeels aan het zicht onttrokken door het grote Ptolemeïsch-Egyptische tempelcomplex in de stijl van de tempel van Horus die ervoor staat. Het  gehele complex is ommuurd en staat op een platform. Boven de poort van de tempel zit een roofvogel, mogelijk een lannervalk of adelaar en zowel links als rechts van de ingang staan twee grote Osirisbeelden op sokkels. Op de hoektorens staan grote watervaten en in de muren achter deze torens zijn meerdere gelijksoortige torens te zien. Midden in het complex staat de rechthoekige hoofdtempel. Op de voorgrond rijdt een man op een ezel, met een lopende man achter hem, die naar de tempel wijst. Ze zijn allebei gekleed in een chiton en dragen een pileus op hun hoofd. Helemaal links is nog net de roerganger te zien van het schip dat op het ernaast liggende segment 10 te zien is.

### Segmenten 8 - 12 - 18
- Segment 8

|                 |  |           |
| Dal Pozzo-kopie |  | Segment 8 |

Segment 8 maakte oorspronkelijk samen met segmenten 12 en 18 deel uit van een groter blok. Deze drie delen liggen op hun oorspronkelijke plek links onderaan, aaneengesloten in een rechte lijn, van boven naar onderen in de volgorde 8, 12 en 18.
Links op dit gedeelte staat een Nilometer; een bouwwerk waarmee het waterpeil van de Nijl kon worden gemeten. Het water staat tot bijna bovenaan, een teken dat de Nijlvloed is begonnen. Daarachter staat een plant, mogelijk een tamarisk en rechts daarvan een zuil, waar mogelijk een standbeeld op was afgebeeld. Achter de zuil staat een dadelpalm en rechts daarvan staan twee obelisken. Daarvoor staan drie in een chiton geklede vrouwen, waarvan de rechtse een schouder bloot heeft en een bloemenkrans op haar hoofd draagt. Helemaal rechts staat een hellenistische prostylon-tempel in Dorische orde met schaaldak en een tweetreeds podium. Rechtsachter de tempel staat een hoge toren met bovenin raamopeningen. Voor de tempel staan twee vrouwen in chitons, die lijken te praten met een visser, gekleed in een exomis met een pileus op zijn hoofd en een drietand over zijn schouder. In het water voor de tempel zijn rotsen met aalscholvers en een blauwe reiger te zien. Rechtsonder is nog net een kleinere toren te zien, die waarschijnlijk aansluit op de muur in segment 13.
- Segment 12

|                 |  |            |
| Dal Pozzo-kopie |  | Segment 12 |

Segment 12 maakte oorspronkelijk samen met segmenten 8 en 18 deel uit van een groter blok. Dit deel toont een jachttafereel: drie mannen jagen met harpoenen op nijlpaarden. Ze staan op de boeg van een houten Nijlschip en zijn gekleed in chitons en dragen pilei op hun hoofd. Het schip heeft een hoge steven met voorop een dierenkop, een gekrulde achtersteven en een middenhut met bol dak. Drie mannen zitten aan de roeiriemen en achterop staat de roerganger, die twee helmstokken bedient. Een door een harpoen getroffen nijlpaard vlucht voor het schip het land op. Boven het nijlpaard zwemmen twee eenden en rechts daarvan is een grote vis te zien, mogelijk een nijlbaars.
Daarboven zijn nog enkele rotsen met vogels te zien, waarvan het merendeel zich in segment 8 bevindt. Het jachttafereel gaat verder in segment 18, waarop nog twee nijlpaarden te zien zijn. Een daarvan is door twee harpoenen getroffen.
- Segment 18

|                 |  |            |
| Dal Pozzo-kopie |  | Segment 18 |

Segment 18 maakte oorspronkelijk samen met segmenten 8 en 12 deel uit van een groter blok. Op segment 18 is vooral water te zien, met een klein eilandje in het midden. Hierop staat tussen het pijlriet een door twee harpoenen getroffen nijlpaard. Twee nijlkrokodillen vluchten van het eilandje het water in. Linksboven het eilandje zwemt nog een nijlpaard. Rechts daarvan is in het water de weerspiegeling van de voorsteven van het Nijlschip van segment 12 te zien.

### Segment 9
|                 |  |           |
| Dal Pozzo-kopie |  | Segment 9 |

Segment 9 lag oorspronkelijk iets verder naar links. Volgens Whitehouse zelfs veel verder, zodat het volledig onder segment 3 komt te liggen.
Hierop zijn twee dieren te zien. Links staat een ΡΙΝΟΚΕΥΩϹ, oorspronkelijk ΡΙΝΟΚΕΡΩϹ rinokeros, een witte neushoorn. Rechts daarvan staat een ΧΟΙΡΟΠΙΘΙΚ choiropithik, oorspronkelijk choiropithekos "zwijnaap", een rivierzwijn.
Onder de dieren ligt eerst een sectie met water en daaronder een eiland met een ommuurde en met guirlandes versierde tempel met twee hoge torens. De muren hebben afgeronde kantelen en de achterkant van de tempel maakt deel uit van de ommuring. De torens staan op twee hoeken van de ommuring, vanuit het gezichtspunt van de toeschouwer de achterste twee hoeken, maar vanuit de voorkant van de tempel gezien de twee hoeken aan de linkerkant van de tempel. De bovenzijdes van het fronton zijn iets concaaf en de akroteria op de twee dakpunten hebben de vorm van een lotusknop tussen twee bladeren. Op de hoeken van het betegelde dak zijn gelijkvormige akroteria te zien. Links van de tempel staan twee dadelpalmen en rechts een rieten hut met tonvormig dak. Rechts van de hut staat een Egyptische mimosa, die waarschijnlijk hoort bij de minosa aan de linkerkant van segment 10.

### Segment 13
|                 |  |            |
| Dal Pozzo-kopie |  | Segment 13 |

Segment 13 is het grootste nog bestaande deel. Het ligt nu onderin rechts van het midden, terwijl het oorspronkelijk links van het midden lag. Waarschijnlijk was dit gedeelte erg beschadigd, want de Dal Pozzo-kopie toont veel minder details dan het gerestaureerde mozaïek.
Linksboven is een rotseiland te zien met daarop een muur met kantelen. Een toren sluit de muur aan de rechterkant af. Links sloot de muur waarschijnlijk aan op de toren die rechtsonder in segment 8 staat. Onder het eilandje boomt een man met een baard een papyrusbootje. Hij is gekleed in een lendendoek en draagt een kegelhoed, gemaakt van een blad van de Egyptische lotus. Rondom het bootje zijn twee eenden en meerdere lotusbladen en -bloemen te zien. Op het eiland onder het bootje staat een dadelpalm met trossen dadels. Rechts daarvan staat een grote toren. Twee pilasters met een architraaf en kroonlijst omlijsten de ingang. Voor de ingang staat een krater met een palmtak. Twee mannen staan voor de deuropening en een derde staat bovenop de toren, naast een groot watervat. Hieronder is het hoofdtafereel te zien, dat het grootste gedeelte van dit centrale segment beslaat.
Op de voorgrond staat een groep soldaten voor een antentempel met schaaldak, met op beide uiteindes het attribuut van moedergodin Isis-Hathor; de zonneschijf tussen twee koehoorns. Het gebouw is versierd met guirlandes en aan de fronton is een groot zonnescherm opgehangen, dat op de grond aan een boomstronk is vastgemaakt. Rechtsonder is een klein stuk van de dijkweg te zien, die via segment 14 naar segment 16 loopt. Achter de tempel staan bomen; een aantal cipressen, een Egyptische vijgenboom en een boom met peulen, mogelijk een johannesbroodboom.
In de schaduw van het zonnescherm staat een groot mengvat voor plengoffers. Rechts daarvan staat een tafel met daarop vier drinkhoorns, waarvan er drie rechtop staan. Vanwege hun hellenistische kleding en Thracische uitrusting zijn de afgebeelde soldaten vrijwel zeker Ptolemaeïsche Macedoniërs. Rechts van hen staat een vrouw gekleed in een blauwe chiton en gele himation, met in haar linkerhand een palmtak. Op het Dal Pozzo-aquarel houdt ze haar lege rechterhand omhoog, maar op het mozaïek heeft ze een kyathos vast, een plenglepel. Waarschijnlijk is zij een priesteres van de tempel. Naast haar staat een officier met een rode mantel, een lauwerkrans of bloemenkrans op zijn hoofd en een drinkhoorn in zijn hand. Midden onderin staat een hond.

### Segment 14

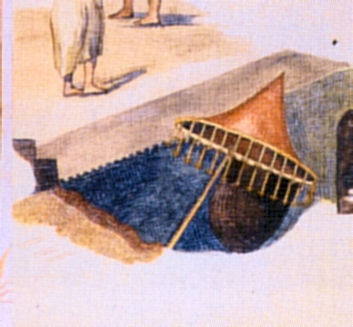
Segment 14

Segment 14 is enkel bekend van het Del Pozzo-aquarel, het werd tijdens de restauratie van 1640 niet in het mozaïek opgenomen. Het kan zijn dat dit gedeelte te zwaar beschadigd was of dat de restaurateur niet wist wat hij onder de opvallende parasol moest plaatsen en deze daarom maar wegliet. Alle onderzoekers zijn het erover eens dat dit deel centraal vooraan had moeten staan, tussen segmenten 13 en 17 en iets lager dan die twee delen.
Achter de rode parasol met gele kwastjes is een stukje van de dijkweg te zien, waarvan zich ook gedeeltes op segmenten 13 en 16 bevinden. Op deze weg zijn twee paar benen te zien. Het donkere stukje aan de linkerkant is een deel van de achterste pilaster van de tempel op segment 13. Daaronder is een stukje land te zien, dat bij het stuk land op segment 13 hoort waarop de priesteres staat. Uiterst rechts is nog een donkere vorm te zien, maar het is te klein om te bepalen wat voor soort bouwsel dit is geweest.

### Segmenten 15 - 19
- Segment 15

|                 |  |            |
| Dal Pozzo-kopie |  | Segment 15 |

Segment 15 ligt vandaag de dag links van het midden bovenop segment 19. Beide segmenten lagen oorspronkelijk in de rechter onderhoek, waarbij segment 15 net als nu boven segment 19 lag.
Dit gedeelte laat een met gras begroeid eilandje in het water zien, waarop een grote rieten hut met tonvormig dak staat. Links voor de hut staat een stenen muurtje. Op het dak en het muurtje zitten ibissen. Voor de deuropening van de hut staan twee mannen, gekleed in chitons en beide met een pileus op het hoofd. De linker leunt op een stok en de rechter heeft een drietand in zijn hand; duidelijk een visser. Links van de hut staat een derde man bij een drinkende koe. In het water onder de hut roeit een naakte man met een pileus op zijn hoofd in een papyruskano tussen de waterlelies voorbij.
- Segment 19

|                 |  |            |
| Dal Pozzo-kopie |  | Segment 19 |

Segment 19 werd in 1628 door kardinaal Lorenzo Magalotti geschonken aan Ferdinando II de' Medici, groothertog van Toscane bij diens bezoek aan Rome. In 1747 kwam dit stuk in het bezit van de Florentijnse antiquair Franciscus Gorius, die het verkocht aan Wilhelmina van Pruisen. Na haar dood in 1758 verhuisde het mozaïek naar het Berliner Stadtschloss, in 1776 naar de antieke tempel van slot Sanssouci in Potsdam en na de bouw van het Altes Museum in Lustgarten kwam het stuk in 1830  terecht in dit museum. Het originele segment ligt sinds 1930 in het Pergamonmuseum; de sectie in het mozaïek van Palestrina is een 17e-eeuwse kopie.
Het opvallendste element in dit deel is de grote boogvormige pergola die twee eilandjes met elkaar verbindt. Zoals op de Del Pozzo-kopie is te zien was de pergola aan de voorzijde oorspronkelijk veel breder. Achter de pergola van rieten vlechtwerk met wijnranken staan struiken, afgesloten door een transenna-hekwerk. Daarachter is een hoog muurdeel te zien, dat op het mozaïek als een ruïne wordt afgebeeld. Oorspronkelijk stond hier waarschijnlijk een hoge toren, vergelijkbaar met die in segment 13. Onder de pergola staan twee stenen banken, waarop een drinkgelag plaatsvindt.
De vier afgebeelde mannen dragen mantels, drie van hen dragen deze om hun middel en de laatste heeft deze om zijn linkerschouder gedrapeerd. De drie vrouwen dragen chitons, die van hun schouders gegleden zijn. Twee vrouwen dragen daarnaast blauwe mantels om hun heupen. Deze twee vrouwen en alle mannen dragen haarbanden. De kapsels van de vrouwen zijn gemodelleerd in een korimbos ofwel Griekse knoop, een soort knot in de nek, met naar voren vallende pijpenkrullen.
Drie mannen en twee vrouwen drinken uit metalen drinkgerei, waaronder een rhyton en kylixes. De voorste man speelt op een dwarsfluit en de achterste vrouw bespeelt een sambuca-achtige harp. In het water tussen hen in is een man in lendendoek en met een pileus op zijn hoofd te zien, die zijn papyruskano tussen de lotusbladen en -bloemen boomt. Op zijn bootje ligt een berg geplukte lotusbloemen.

### Segmenten 16 - 17
- Segment 16

|                 |  |            |
| Dal Pozzo-kopie |  | Segment 16 |

Segment 16 en 17 liggen heden op elkaar in de rechter onderhoek, maar ze lagen oorspronkelijk in een rechte lijn onder de segmenten 6 en 10, waar nu het grote segment 13 ligt.
Links is een grote wilde vijgenboom te zien achter een muur met ronde kantelen, die aansluit op een propylon bestaande uit vier zuilen met borstweringen aan de zijkanten, een Ionisch basement en kelkvormige kapitelen. De zuilen dragen een onbewerkt hoofdgestel met concave lijst onder een schaaldak. Het fronton is afgezet met een tandlijst en hoornvormige akroteria aan de zijkanten. Bovenop het fronton is dezelfde Isis-Hathor-zonneschijf met koehoorns te zien die ook op de tempel in segment 13 staat. Rechts van het bouwwerk staat een beeld van Anubis op een sokkel.
Een groep Egyptische priesters gekleed in witte priesterschorten en met bloemenkransen op hun kaalgeschoren hoofden loopt door het propylon. Drie van hen dragen een kist met draagpalen, waarop een kandelaber staat. Andere priesters dragen standaards met dierenfiguren. Rechts staan zes vrouwen, waarvan de voorste een palmtak en een tamboerijn draagt. Drie andere vrouwen hebben ook een tamboerijn en een blaast op een dubbele hobo.
- Segment 17

|                 |  |            |
| Dal Pozzo-kopie |  | Segment 17 |

Segment 17 ligt nu in de rechter onderhoek, waar eigenlijk deel 19 hoort te liggen. Deel 17 lag oorspronkelijk onderin rechts van het midden, ruwweg tussen segmenten 13 en 19. Tussen segmenten 17 en 13 lag iets lager het verloren gegane segment 14; deze drie delen werden verbonden met de dijkweg die in de linkerbovenhoek is te zien. Boven segment 17 lagen van boven naar onder in rechte lijn aaneengesloten de segmenten 6, 10 en 16. Whitehouse en Tammisto plaatsen segment 17 iets verder naar rechts, dus niet recht onder deel 16.
Linksboven is naast de dijkweg een Egyptisch vrachtschip te zien met een grote middenhut. Twee mannen zijn bezig met het hijsen van het zeil. Daaronder drijft een papyruskano, waarin een hengelaar zit.  Daar weer onder vaart een grote Griekse galei, waarop een grote groep met speer en schild bewapende soldaten staat. Op de boeg staat een man in een witte chiton met een Macedonische kausia op zijn hoofd. Hij blaast op een lange op een Romeinse tuba gelijkende trompet die hij in zijn rechterhand houdt en in zijn linkerhand draagt hij twee lansen.
Rechts van de schepen ligt een eiland met bomen, waaronder een dadelpalm. Daarvoor ligt een agrarisch gebouwencomplex met een duiventil, een monumentale toegangspoort en een toren. Voor de poort staat een man in chiton en met een pileus op zijn hoofd. In een omheind gebied in het water staat een vrouw met een fuik of iets dergelijks in haar handen. Rechts daarvan zit een man in een roeibootje, mogelijk een coracle. Rechts onderin is een struik en een aantal waterlelies te zien.

### Segmenten 20 - 21

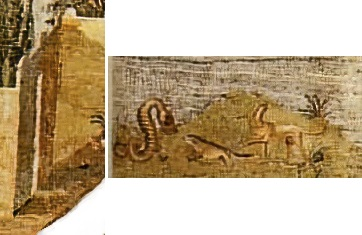
Segmenten 20 en 21

De kleine segmenten 20 en 21 werden niet gekopieerd op de Del Pozzo-aquarellen. Deze stukjes zijn mogelijk in Palestrina achtergebleven, toen de rest van het mozaïek tussen 1626 en 1628 naar Rome werd gebracht.
- Segment 20

Dit stukje sluit aan op de linker onderhoek van segment 16.
Het toont een stuk muur met een doorgang, een stukje van de dijkweg die naar het verloren gegane segment 14 leidde en de voeten van de zittende man in de onderhoek van segment 16. Achter de muur staan dezelfde cipressen als die achter de tempel van segment 13.
- Segment 21

Dit kleine stukje sluit aan op de linker bovenhoek van segment 8, waarbij de rechter onderhoek net de linkerbovenhoek van deel 8 raakt. Volgens Whitehouse lag segment 21 verder naar rechts, zodat de gehele onderkant op deel 8 rust.
Aan de linkerkant staan een mangoest en een cobra tegenover elkaar. Rechts hiervan staat een hond.